# Jan Hijzelendoorn
Johannes "Jan" Antonius Jacobus Hijzelendoorn, né le 20 mars 1929  à Amsterdam et mort le 22 octobre 2008 à Uithoorn, est un coureur cycliste sur piste néerlandais, champion de vitesse amateur aux Pays-Bas de 1948 à 1954.

## Biographie
Il est le fils de Jan Hijzelendoorn sr. (de) (1904-1974), boucher dans le quartier de Jordaan à Amsterdam et coureur cycliste ; et le père du joueur de baseball Jan Hijzelendoorn (honkballer) (nl).
En 1948, il remporte le Trophée du champion des champions, la plus importante course internationale de vitesse sur piste organisée en Grande-Bretagne. Il participe aux Jeux olympiques d'été de 1948 où il chute dans sa série de la vitesse contre l'uruguayen Leonel Rocca (en) et doit être hospitalisé,. Il accède aux quarts de finale au championnat du monde de vitesse amateur à Amsterdam.
En 1950, il remporte la médaille de bronze aux championnats du monde sur piste à Rocourt, et le Grand Prix de Copenhague amateurs  devant Antonio Maspes.
En 1951, il remporte de nouveau le Trophée des champions des champions et également le Grand Prix de Manchester.
En 1952, il participe aux Jeux olympiques d'été de 1952 où il s’adjuge la huitième place dans le kilomètre contre la montre,. Il remporte de nouveau le Grand Prix de Copenhague.

## Palmarès sur piste

### Jeux Olympiques
- Londres 1948
  - 10e de la vitesse individuelle
- Helsinki 1952
  - 8e du kilomètre contre la montre[7]
  - 9e de la vitesse individuelle[8]

### Championnats du monde
- Rocourt 1950
  -  Médaillé de bronze de la vitesse amateur[6]

### Championnat national
- Championnat des Pays-Bas de vitesse amateurs : 1948, 1949, 1950, 1951, 1952, 1953 et 1954
- 3e Championnat des Pays-Bas de vitesse professionnel : 1955

### Autres
- Trophée des champions des champions : 1948 et 1951
- Grand Prix de Copenhague : 1950 et 1952, 3e en 1951 et 1954
- Grand Prix de Manchester : 1951